# 춤추는 숲
《춤추는 숲》은 2013년 5월 23일에 개봉한 강석필 감독의 다큐멘터리 영화작품이다. 성미산을 깎아 학교를 짓겠다는 사학재단과 그들에게 학교 설립 인가를 내준 서울시에 맞서는 주민들의 모습을 담은 다큐멘터리 영화이다. 

## 줄거리
10년 전, 공동육아를 매개로 성미산 마을에 들어와 산 강석필, 홍형숙 부부는 맥가이버와 호호라는 별명으로 불린다. 하지만 도시 공동체의 귀감으로 꼽히며 서울시 마을사업의 대표적 성공 사례로 자리매김한 성미산 마을에 2010년, 성미산을 깎아 학교를 짓겠다는 사학재단이 나타나면서 주민들은 그들에게 학교 설립 인가를 내준 서울시와 사학재단에 맞서게 된다.

## 출연진
- 이창환
- 유창복
- 조승연
- 강이헌